# Vysšaja Liga 1985-1986 (pallacanestro)
La Vysšaja Liga 1985-1986 è stata la 52ª edizione del massimo campionato sovietico di pallacanestro maschile. La vittoria finale è stata appannaggio dello Žalgiris Kaunas.

## Prima fase
|  |     | Squadra             | G  | V  | P  | Pt |
|  | --- | ------------------- | -- | -- | -- | -- |
|  | 1.  | Žalgiris Kaunas     | 22 | 20 | 2  | 42 |
|  | 2.  | CSKA Mosca          | 22 | 19 | 3  | 41 |
|  | 3.  | Stroitel Kiev       | 22 | 15 | 7  | 37 |
|  | 4.  | Dinamo Mosca        | 22 | 14 | 8  | 36 |
|  | 5.  | Spartak Leningrado  | 22 | 14 | 8  | 36 |
|  | 6.  | Dinamo Tbilisi      | 22 | 10 | 12 | 32 |
|  | 7.  | Statyba Vilnius     | 22 | 10 | 12 | 32 |
|  | 8.  | VEF Rīga            | 22 | 9  | 13 | 31 |
|  | 9.  | RTI Minsk           | 22 | 9  | 13 | 31 |
|  | 10. | SKA Kiev            | 22 | 7  | 15 | 29 |
|  | 11. | Stroitel' Kujbyšev  | 22 | 5  | 17 | 27 |
|  | 12. | Universitet Taškent | 22 | 1  | 21 | 23 |

## Seconda fase

### Poule qualificazione
|  |    | Squadra            | G  | V  | P  | PF   | PS   | PF/PS | Pt |
|  | -- | ------------------ | -- | -- | -- | ---- | ---- | ----- | -- |
|  | 1. | CSKA Mosca         | 29 | 25 | 4  | 2751 | 2333 | +418  | 54 |
|  | 2. | Žalgiris Kaunas    | 29 | 25 | 4  | 2921 | 2406 | +515  | 54 |
|  | 3. | Spartak Leningrado | 29 | 20 | 9  | 2449 | 2315 | +134  | 49 |
|  | 4. | Stroitel Kiev      | 29 | 19 | 10 | 2593 | 2489 | +104  | 48 |
|  | 5. | Dinamo Mosca       | 29 | 17 | 12 | 2699 | 2612 | +87   | 46 |
|  | 6. | Statyba Vilnius    | 29 | 12 | 17 | 2368 | 2493 | -125  | 41 |
|  | 7. | Dinamo Tbilisi     | 29 | 11 | 18 | 2552 | 2751 | -199  | 40 |
|  | 8. | VEF Rīga           | 29 | 9  | 20 | 2503 | 2711 | -208  | 38 |

### Poule retrocessione
|  |    | Squadra             | G  | V  | P  | PF   | PS   | PF/PS | Pt |
|  | -- | ------------------- | -- | -- | -- | ---- | ---- | ----- | -- |
|  | 1. | RTI Minsk           | 34 | 17 | 17 | 2860 | 2748 | +112  | 51 |
|  | 2. | SKA Kiev            | 34 | 17 | 17 | 3017 | 2943 | +74   | 51 |
|  | 3. | Stroitel' Kujbyšev  | 34 | 9  | 25 | 2890 | 3218 | -328  | 43 |
|  | 4. | Universitet Taškent | 34 | 3  | 31 | 2647 | 3231 | -584  | 37 |

## Play-off

### Finale
|  | Finale |                 |    |    |    |  |
|  |        |                 |    |    |    |  |
|  | 1      | CSKA Mosca      | 62 | 71 | 59 |  |
|  | 2      | Žalgiris Kaunas | 69 | 64 | 67 |  |

### Finale 3º posto
|  | Finale |                    |    |    |    |  |
|  |        |                    |    |    |    |  |
|  | 3      | Spartak Leningrado | 67 | 64 | 73 |  |
|  | 4      | Stroitet Kiev      | 71 | 62 | 72 |  |

## Squadra vincitrice
|    | Naz.                        | Ruolo | Sportivo              | Anno | Alt. |  |  |
| -- | --------------------------- | ----- | --------------------- | ---- | ---- |  |  |
| 4  | Unione Sovietica (bandiera) | G     | Algirdas Brazys       | 1962 | 190  |  |  |
| 7  | Unione Sovietica (bandiera) | C     | Raimundas Čivilis     | 1959 | 205  |  |  |
| 8  | Unione Sovietica (bandiera) | AG    | Mindaugas Lekarauskas |      |      |  |  |
| 9  | Unione Sovietica (bandiera) | A     | Gintaras Krapikas     | 1961 | 197  |  |  |
| 10 | Unione Sovietica (bandiera) | G     | Rimas Kurtinaitis     | 1960 | 196  |  |  |
| 11 | Unione Sovietica (bandiera) | C     | Arvydas Sabonis       | 1964 | 221  |  |  |
| 12 | Unione Sovietica (bandiera) | AG    | Virginijus Jankauskas |      |      |  |  |
| 13 | Unione Sovietica (bandiera) | P     | Valdemaras Chomičius  | 1959 | 192  |  |  |
| 15 | Unione Sovietica (bandiera) | AP    | Sergėjus Jovaiša      | 1954 | 195  |  |  |
|    | Unione Sovietica (bandiera) | A     | Arūnas Visockas       | 1965 | 199  |  |  |
|    | Unione Sovietica (bandiera) | ALL   | Vladas Garastas       |      |      |  |  |